# Domenico Veneziano

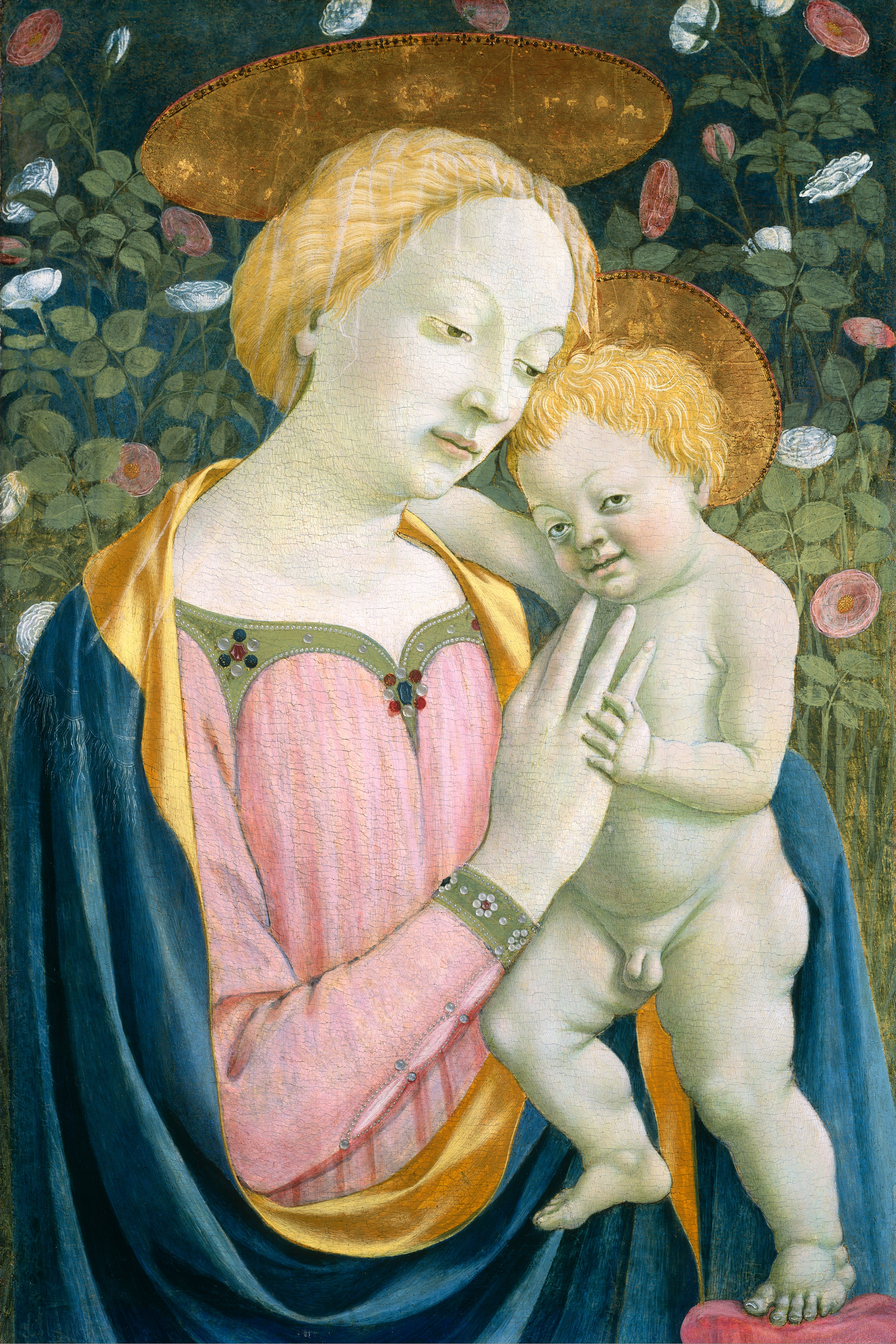
Virgen con el Niño, National Gallery of Art, Washington (ca. 1445)

Domenico di Bartolomeo da Venezia (Venecia?, ca.1400 - Florencia, 1461) fue un pintor quattrocentista italiano, que realizó grandes aportaciones al manejo del color en el primer Renacimiento. Su obra más famosa es el Retablo de Santa Lucía de' Magnoli.

## Biografía
Domenico Veneziano fue un pintor italiano del Quattrocento, nacido probablemente en Venecia, aunque se encuentra vinculado a la escuela florentina. No se conocen datos referentes a su nacimiento e iniciación, pero algunos historiadores del arte piensan que recibió su formación inicial en Venecia.
En la década de 1430 trabajó en Perugia. En 1438 escribió a Pedro de Cosme de Médici para solicitar la obtención de un encargo, siendo su petición aceptada, de modo que aproximadamente en 1439 se estableció en Florencia, donde permaneció, a excepción de breves períodos de tiempo, hasta su muerte. Allí trabajó en los desaparecidos frescos de la iglesia de San Egidio en el Hospital de Santa Maria Nuova junto a su pupilo Piero della Francesca y Bicci di Lorenzo (maestro del gótico tardío).
En 1447, Domenico Veneziano completó su obra maestra, el Retablo de Santa Lucía de' Magnoli, donde representa a la Virgen y el Niño rodeados de santos. Esta obra provocó un revolucionario impacto en sus contemporáneos. El último trabajo conocido de este artista es un fresco de Juan Bautista y San Francisco para la capilla Calvacanti, el cual fue retirado en 1566.
Algunos especialistas alegan que Veneziano fue asesinado por Andrea del Castagno, mas esta teoría es inverosímil, puesto que Castagno murió alrededor de 1457, mientras que Veneziano perdió la vida en Florencia cuatro años después, en 1461.

## Características de su obra
Este pintor del quattrocento italiano fue uno de los innovadores del Renacimiento temprano. 
A pesar de que estudió a Masaccio, Paolo Uccello y Castagno con respecto a la representación del espacio y las figuras, el trabajo de Veneziano se destaca sobre todo por su notable tratamiento del color (y las diferencias que en él provocaba la luz) y por el uso de la perspectiva.
El método de añadir más aceite a la témpera como aglutinante fue usado en los tiempos modernos para intensificar los colores; y Domenico experimentó con la técnica para crear efectos de luz atmosféricos.

## Comentarios sobre algunas de sus obras
- La adoración de los Magos (1440-1443) probablemente fue pintada en uno de los intervalos de trabajo de Domenico en Sant'Egidio entre 1440 y 1443. Muestra una escena con personajes vistiendo lujosos y elegante trajes, todos con detallados detalles. Esta cuidada descripción, que es evidente también en el paisaje, y la presencia de motivos de caza, son el resultado de la influencia de pintores ligados al estilo gótico, entre los cuales destaca Pisanello (la "Partida de San Jorge" es un buen ejemplo). Pero aun así, algunos elementos de la forma y la composición, como la cualidad escultural de las figuras, su solidez y peso, y el acertado uso de la perspectiva, prueban claramente que la pintura es un trabajo renacentista.

- San Juan Buatista y San Francisco (1454). En la pintura las dos largas figuras son mostradas bajo una bóveda de cañón; son muy similares, ambas pintadas en tonos pálidos. La pintura presenta una influencia de Castagno, que se nota en la fuerza de la pintura y la solidez de las figuras (de hecho, el fresco es atribuido a Andrea por algunos especialistas).

El cambio en el trabajo artístico de Domenico que representa esta pintura puede ser interpretado como un intento de incorporar los recientes desarrollos en la pintura florentina, llevados a cabo por Fra Filippo Lippi y Andrea del Castagno. Así, los santos constituyen un ejemplo de cómo el artista triunfa en la interpretación en el arte contemporáneo, y evidencian adicionalmente la consistencia en el desarrollo estilístico de Domenico Veneziano.